# Marihuana Tax Act
Controlled Substances Act (1970)
Le Marihuana Tax Act est une loi adoptée le 2 août 1937 aux États-Unis, instaurant la taxation de tous les acteurs de la filière chanvre : importateurs, producteurs, industriels utilisateurs, intermédiaires commerciaux, prescripteurs tels que les dentistes, médecins et vétérinaires.
Sans criminaliser directement l'usage ou la vente de cannabis, cette loi instaurait de lourdes peines (2 000 dollars d'amende et jusqu'à cinq ans d'emprisonnement) en cas d'infraction, ce qui dissuada son usage, compte tenu de l'importance du risque.

## Histoire

### Lobbying pour une législation contre le cannabis
La loi fut présentée au Congrès par Harry J. Anslinger, commissaire du Federal Bureau of Narcotics (Bureau fédéral des narcotiques), après une dizaine d'années de lobbying intensif, aux relents racistes[réf. nécessaire], pour une législation fédérale sur le chanvre.
Une seule voix connue s'opposa à la campagne médiatique d'Anslinger contre le cannabis était celle du maire de New York Fiorello La Guardia, qui en 1938 a nommé une commission d'enquête, et en 1944 contesté avec dureté la campagne d'Anslinger avec La Guardia Committee.

### Conséquences sur l'économie du papier
Cette loi entraîna l'effondrement aux États-Unis d'Amérique de la production de chanvre, s'ensuivit une chute mondiale de son utilisation dans le papier.

### Remise en cause et remplacement de la législation
Condamné en 1965 à 30 ans de réclusion pour possession illégale de marijuana en vertu du Marihuana Tax Act, Timothy Leary fit appel en alléguant que cette loi était anticonstitutionnelle en vertu du cinquième amendement, puisque la personne désireuse d'acquitter la taxe devait s'incriminer elle-même. La Cour suprême lui donna gain de cause en 1969. Le Controlled Substances Act fut voté en remplacement en 1970.